# Нинцзян (район)
Нинцзян (кит. упр. 宁江, пиньинь Níngjiāng) — район городского подчинения городского округа Сунъюань провинции Гирин (КНР). Здесь расположены органы власти городского округа Сунъюань. Район назван в честь существовавшей в этих местах во времена империи Ляо области Нинцзян (宁江州).

## История
В начале эпохи Цин здесь располагалась ставка фудутуна Бодина (伯都讷), подчинённого цзянцзюню Нингуты — один из 7 важнейших опорных пунктов снаружи от Ивового палисада. В 1682 году была построена почтовая станция Бодин, находящаяся на важном маршруте, соединяющим нингутаского цзянцзюня с Цицикаром. В 1693 году в 20 ли к югу от почтовой станции Бодин, был построен новый городок, получивший название «Новый город Бодина» (伯都讷新城). В 1811 году был учреждён Бодинский комиссариат (伯都讷厅), власти которого разместились в «Новом городе Бодина». В 1906 году Бодинский комиссариат был поднят в статусе до Синьчэнской управы (新城府).
После Синьхайской революции в Китае была произведена реформа системы административного деления, в ходе которой были упразднены управы, и в 1913 году Синьчэнская управа была преобразована в уезд Синьчэн (新城县). Так как выяснилось, что в провинциях Хэбэй и Шаньдун уже есть уезды с точно таким же названием, в 1914 году уезд Синьчэн был переименован в уезд Фуюй (扶余县). В 1987 году уезд Фуюй был повышен в статусе до городского уезда.
В 1992 году постановлением Госсовета КНР был образован городской округ Сунъюань; при этом городской уезд Фуюй был ликвидирован, а его территория стала районом Фуюй (扶余区) городского округа Сунъюань. В 1995 году постановлением Госсовета КНР из части района Фуюй был вновь создан уезд Фуюй, а оставшаяся часть района Фуюй стала районом Нинцзян.

## Административное деление
Район Нинцзян делится на 17 уличных комитетов, 3 посёлков и 3 волости.

## Соседние административные единицы
Район Нинцзян на востоке граничит с уездом Фуюй, на юго-западе — с Цянь-Горлос-Монгольским автономным уездом, на севере — с провинцией Хэйлунцзян.